# Stephen Rowbotham
Stephen Rowbotham (Swindon, 11 novembre 1981) è un canottiere britannico, vincitore della medaglia di bronzo nel 2 di coppia a Pechino 2008, assieme a Matthew Wells.

## Palmarès
- Olimpiadi

Pechino 2008: bronzo nel 2 di coppia.
- Campionati del mondo di canottaggio

2006 - Eton: bronzo nel 2 di coppia.